# Felipe Cubillos
Felipe Cubillos Sigall (Santiago, 9 de agosto de 1962-archipiélago Juan Fernández, 2 de septiembre de 2011) fue un abogado, empresario, dirigente gremial, filántropo y velerista chileno.

## Biografía
Sus padres fueron el matrimonio conformado por Hernán Cubillos Sallato, ministro de Relaciones Exteriores entre 1978 y 1980, y Marcela Sigall Ortúzar. Tuvo dos hermanos, Luis Hernán y Nicolás; y una hermana, Marcela, quien fue diputada de la república por la Unión Demócrata Independiente, ministra del Medio Ambiente en 2018 y ministra de Educación desde 2018 hasta 2020. Su abuelo materno era el médico y fundador del Festival de Viña del Mar, Luis Sigall Morrison.
Estudió primero en el Saint George’s College y luego en el Colegio Tabancura, luego en la Escuela Naval Arturo Prat de Valparaíso y más tarde en el Instituto Nacional General José Miguel Carrera de la capital chilena, desde donde egresó en 1980. Entre 1981 y 1986, estudió Derecho en la Universidad de Chile, titulándose con la memoria Concesiones marítimas, carrera que complementó con un posgrado en Administración de Empresas en la Universidad Adolfo Ibáñez.

### Matrimonio e hijos
Estuvo casado con Amalia Toro Riveros, con quien tuvo cuatro hijos.

## Vida pública
Entre los emprendimientos que realizó se encuentran las empresas Marina del Sur, Piscicultura Australis, Naviera El Navegante y la organización B2B Senegocia.com. En materia gremial, participó activamente en SalmonChile, donde fue presidente interino, y la Corporación de Exportadores de Chile.
Felipe Cubillos fue también un destacado velerista. Empezó a navegar en las costas de Algarrobo a los siete años. En 1972 fue campeón nacional de la categoría Sabot y en 1980 obtuvo el campeonato sudamericano de la categoría Lightning. También obtuvo el sexto lugar en una regata entre Francia y Yucatán en 2009 y 2.º en una regata alrededor del mundo en 2007. Escribió el libro Sueños de alta mar, basado en sus experiencias.
Tras el terremoto y tsunami del 27 de febrero de 2010 en Chile, lanzó el proyecto Desafío Levantemos Chile, con el fin de apoyar a la reconstrucción de las zonas afectadas.
El 2 de septiembre de 2011, Cubillos viajó al archipiélago Juan Fernández para ver los avances del proyecto Desafío Levantemos Chile, cuando el avión en el que volaba sufrió un accidente aéreo en las maniobras de aterrizaje, estrellándose en el océano Pacífico. Felipe Cubillos y los otros veinte pasajeros del avión (entre ellos el conocido animador de televisión Felipe Camiroaga y el periodista Roberto Bruce) fallecieron instantáneamente tras el impacto y la posterior desintegración del avión.

## Premios y reconocimientos
- Distinción Personas y Desarrollo conferida en el marco del Congreso Percade 2010.[9]